# Comuna Șieuț, Bistrița-Năsăud
Șieuț (în maghiară: Kissajó, în germană: Kleinschogen) este o comună în județul Bistrița-Năsăud, Transilvania, România, formată din satele Lunca, Ruștior, Sebiș și Șieuț (reședința).

## Demografie
Componența etnică a comunei Șieuț
     Români (94,5%)
     Romi (1,99%)
     Alte etnii (3,52%)
Componența confesională a comunei Șieuț
     Ortodocși (95,57%)
     Alte religii (0,83%)
     Necunoscută (3,6%)
Conform recensământului efectuat în 2021, populația comunei Șieuț se ridică la 2.417 locuitori, în scădere față de recensământul anterior din 2011, când fuseseră înregistrați 2.652 de locuitori. Majoritatea locuitorilor sunt români (94,5%), cu o minoritate de romi (1,99%). Din punct de vedere confesional, majoritatea locuitorilor sunt ortodocși (95,57%), iar pentru 3,6% nu se cunoaște apartenența confesională.

## Politică și administrație
Comuna Șieuț este administrată de un primar și un consiliu local compus din 11 consilieri. Primarul, Mihai-Gheorghe Ivan[*], de la Partidul Social Democrat, este în funcție din octombrie 2020. Începând cu alegerile locale din 2024, consiliul local are următoarea componență pe partide politice:
|  | Partid                          | Consilieri | Componența Consiliului | Componența Consiliului | Componența Consiliului | Componența Consiliului |
|  | ------------------------------- | ---------- | ---------------------- | ---------------------- | ---------------------- | ---------------------- |
|  | Partidul Social Democrat        | 4          |                        |                        |                        |                        |
|  | Alianța pentru Unirea Românilor | 2          |                        |                        |                        |                        |
|  | Partidul Național Liberal       | 2          |                        |                        |                        |                        |
|  | Uniunea Salvați România         | 2          |                        |                        |                        |                        |
|  | Partidul Mișcarea Populară      | 1          |                        |                        |                        |                        |

## Atracții turistice
- Biserica ortodoxă (veche greco-catolică) din satul Șieuț
- Trasee montane în Munții Călimani